# Janice Hahn
Janice Kay Hahn (Los Angeles, 30 marzo 1952) è una politica statunitense, membro della Camera dei Rappresentanti per lo stato della California dal 2011 al 2016.

## Biografia
Nata in una famiglia molto attiva politicamente, la Hahn inizialmente intraprese il mestiere di insegnante, ma poi cominciò ad affermarsi nel mondo degli affari e soprattutto in quello della politica.
Dopo aver cominciato con alcuni piccoli incarichi locali, nel 2001 venne eletta tra le file del consiglio comunale di Los Angeles come esponente del Partito Democratico.
Nel 2010 cercò di farsi eleggere vicegovernatore della California, ma venne sconfitta nelle primarie democratiche da Gavin Newsom, che poi vinse le elezioni generali.
Nel febbraio del 2011 la deputata della Camera dei Rappresentanti Jane Harman diede le dimissioni per accettare un'offerta lavorativa e così vennero indette delle elezioni speciali per determinare il suo successore. La Hahn aveva già concorso per quel seggio nel 1998, ma era stata battuta dall'avversario repubblicano.
Questa volta però la donna rientrò sin dall'inizio fra i favoriti e infatti si classificò al primo posto nelle elezioni preliminari; in quest'occasione infatti non vi furono delle primarie di partito, bensì un'unica competizione alla quale presero parte sedici esponenti di vari partiti. Poiché però la Hahn non ottenne subito il 50% dei voti, dovette affrontare un ballottaggio con il secondo classificato, il repubblicano affiliato con il tea party Craig Huey. Il 12 luglio la Hahn venne dichiarata vincitrice del ballottaggio, superando Huey di circa nove punti percentuali.
Nel 2012 la Hahn chiese la rielezione e si scontrò con un'altra deputata democratica in carica, Laura Richardson. La Hahn ricevette il sostegno pubblico del partito e vinse le elezioni battendo la Richardson. Nel 2014 fu riconfermata per un altro mandato, poi nel 2016 lasciò il seggio dopo essere stata eletta nel Los Angeles County Board of Supervisors.
Janice Hahn è divorziata, ha tre figli ed è nonna di cinque nipoti. Suo fratello James è stato sindaco di Los Angeles dal 2001 al 2005.